# アントーニオ・ダ・ノーリ (駆逐艦)
アントーニオ・ダ・ノーリ（Antonio da Noli）は1920年代末にイタリア王立海軍向けに建造された12隻のナヴィガトーリ級駆逐艦の1隻。1931年に竣工し、第二次世界大戦に参加した。

## 設計と詳細
ナヴィガトーリ級駆逐艦は、フランスの大型駆逐艦シャカル級およびゲパール級に対抗するために設計された。主要寸法は全長107.3m、型幅10.2m、平均喫水3.5mとなっている。排水量は基準排水量1,930 tおよび満載排水量2,621 tである。戦時体制では総員222名から225名が乗艦した。
ナヴィガトーリ級は、4基のオデーロ式水管ボイラーからの蒸気を使用する2基のパーソンズ式ギアード蒸気タービンを動力とし、各タービンがそれぞれ1基のスクリュープロペラを駆動した。タービンは55,000軸馬力 (41,000 kW)を発揮し、速力は32ノット (59 km/h; 37 mph)に達するよう設計されたが、海上公試では軽積載ながら38–41ノット (70–76 km/h; 44–47 mph)に達した。速力18ノット (33 km/h; 21 mph)で3,800海里 (7,000 km; 4,400 mi)を航海するに十分な燃料を搭載することができた。
主砲列には6門のアンサルドModel 1926 50口径120mm砲を3基の2連装砲塔に搭載し、前後の上部構造物と船体中央に配置した。ナヴィガトーリ級の対空兵装は1対の単装40mm対空機関砲が前方ファンネル部にに配置され、4基の2連装ブレダM35 20mm機関砲も備えられた。6門の533 mm魚雷発射管が3連装として船体中央部左右に配置された。ナヴィガトーリ級は86発から104発の機雷を搭載できた。

## 建造
アントーニオ・ダ・ノーリは、1927年7月25日にリヴァ・トリゴゾのティレニア海造船所で起工され、1929年5月21日に進水して同年12月29日に就役した。

## 書誌情報
- Ando, Elio (1978). “The Italian Navigatori Class, 1928”. In Preston, Antony. Super Destroyers. Warship Special. 2. London: Conway Maritime Press. ISBN 0-85177-131-9
- Bogart, Charles H.; Canadiani, Guido; Caruana, Joseph & Greene, Jack (1988). “Question 3/87”. Warship International XXV (2):  202–205. ISSN 0043-0374.
- Brescia, Maurizio (2012). Mussolini's Navy: A Reference Guide to the Regina Marina 1930–45. Annapolis, Maryland: Naval Institute Press. ISBN 978-1-59114-544-8
- Fraccaroli, Aldo (1968). Italian Warships of World War II. Shepperton, UK: Ian Allan. ISBN 0-7110-0002-6
- Roberts, John (1980). “Italy”. In Chesneau, Roger. Conway's All the World's Fighting Ships 1922–1946. New York: Mayflower Books. pp. 280–317. ISBN 0-8317-0303-2
- Rohwer, Jürgen (2005). Chronology of the War at Sea 1939–1945: The Naval History of World War Two (Third Revised ed.). Annapolis, Maryland: Naval Institute Press. ISBN 1-59114-119-2
- Whitley, M. J. (1988). Destroyers of World War 2: An International Encyclopedia. Annapolis, Maryland: Naval Institute Press. ISBN 1-85409-521-8